# Томаш Цибулець
Томаш Цибулець (чеськ. Tomáš Cibulec; нар. 15 січня 1978) — колишній чеський тенісист.
Найвищу одиночну позицію світового рейтингу — 646 місце досяг 3 серпня 1998, парну — 21 місце — 17 березня 2003 року.
Здобув 3 парні титули.

## Фінали турнірів ATP за кар'єру

### Парний розряд: 11 (3–8)
| Результат | W/L | Дата     | Турнір                                         | Покриття   | Партнер      | Суперники                       | Рахунок          |
| --------- | --- | -------- | ---------------------------------------------- | ---------- | ------------ | ------------------------------- | ---------------- |
| Перемога  | 1–0 | Лип 2000 | Сан-Марино                                     | Ґрунт      | Леош Фридль  | Гастон Етліс Джек Вейт          | 7–6(1), 7–5      |
| Поразка   | 1–1 | Гру 2001 | Maharashtra Open, Індія                        | Тверде     | Ота Фукарек  | Магеш Бгупаті Леандер Паес      | 7–5, 2–6, 5–7    |
| Поразка   | 1–2 | Січ 2003 | Окленд, Нова Зеландія                          | Тверде     | Леош Фридль  | Девід Адамс Роббі Куніґ         | 6–7(5), 6–3, 3–6 |
| Поразка   | 1–3 | Січ 2003 | Мілан, Італія                                  | Килим (i)  | Павел Візнер | Радек Штепанек Петр Лукса       | 4–6, 6–7(4)      |
| Поразка   | 1–4 | Лют 2003 | Марсель, Франція                               | Тверде (i) | Павел Візнер | Себастьян Грожан Фабріс Санторо | 1–6, 4–6         |
| Перемога  | 2–4 | Лют 2003 | Копенгаген, Данія                              | Тверде (i) | Павел Візнер | Міхаель Кольманн Юліан Ноул     | 7–5, 5–7, 6–2    |
| Перемога  | 3–4 | Лип 2003 | Штутгарт, Німеччина                            | Ґрунт      | Павел Візнер | Євген Кафельников Кевін Ульєтт  | 3–6, 6–3, 6–4    |
| Поразка   | 3–5 | Тра 2004 | Санкт-Пелтен, Австрія                          | Ґрунт      | Леош Фридль  | Маріано Худ Петр Пала           | 6–3, 5–7, 4–6    |
| Поразка   | 3–6 | Чер 2004 | Галле, Німеччина                               | Трава      | Петр Пала    | Леандер Паес Давід Рікл         | 2–6, 4–7         |
| Поразка   | 3–7 | Чер 2005 | Rosmalen Grass Court Championships, Нідерланди | Трава      | Леош Фридль  | Цирил Сук Павел Візнер          | 3–6, 4–6         |
| Поразка   | 3–8 | Жов 2007 | Москва, Росія                                  | Тверде (i) | Ловро Зовко  | Марат Сафін Дмитро Турсунов     | 4–6, 2–6         |